# 黃龍石牌坊
黃龍石牌坊位於四川省廣元市昭化区，文物遺址年代判定為清。2012年7月16日公佈為第八批四川省文物保護單位。
黃龍石牌坊位於四川省廣元市元壩區黃龍鄉明水村1社，坐北向南，為清同治九年（1870）聖旨旌表王氏節孝牌坊。紅石砌成四柱三間三樓出簷多脊石雕坊。通高8公尺，面闊6公尺。中門闊1.83公尺，側門各闊1公尺，石門柱除內側外，其余幾面均用三尺大小的連座石鼓襯之。石鼓之上倒置石象、石獅，將柱、鼓連於一體。簷角高挑，石雕瓦翎，楞溝分明。頂置“壽”字石帽，使其顯得氣勢宏大，莊嚴肅穆。整座牌坊結構緊密，工藝精細，渾然一體。所有人物、鳥獸、花草圖案，雕刻自然流暢，維妙維肖，顯示了較高的藝術價值和欣賞價值。1997年，黃龍石牌坊被元壩區人民政府公佈為區級文物保護單位。